# سیچی
سیچی روستایی از توابع بخش اژیه شهرستان هرند در استان اصفهان ایران است.
این روستا در مسیر جاده اصفهان ورزنه واقع شده است.

## جمعیت
این روستا در دهستان کلیشاد قرار دارد و براساس سرشماری مرکز آمار ایران در سال ۱۳۸۵، جمعیت آن ۱۷۹ نفر (۴۷خانوار) بوده‌است.